# Alec Guinness
Sir Alec Guinness (Londen, 2 april 1914 – Midhurst, 5 augustus 2000) was een Engels acteur. Hij was een van de meest geliefde acteurs van zijn generatie. Hij speelde een groot aantal verschillende rollen in verscheidene films, waaronder klassiekers als The Bridge on the River Kwai en de Star Wars saga.

## Biografie
Guinness was een onwettig kind. Hij heeft zijn vader nooit gekend. Hij begon als tekstschrijver in de reclame, waarna hij geld bij elkaar spaarde om aan de Fay Compton School of Acting te kunnen studeren. Acteur John Gielgud zag in hem een groot talent en bood hem twee rollen aan in zijn versie van Hamlet uit 1934. Vanaf 1936 speelde hij vast in Gielguds Old Vic Company, waar hij in het legendarische theater Old Vic de klassiekers leerde.
Dat jaar trouwde hij ook met de kunstenares, toneelschrijfster en actrice Merula Salaman. Zij kregen een zoontje, Matthew, in 1940.
Tijdens de Tweede Wereldoorlog diende Guinness bij de Royal Navy. Na de oorlog kreeg hij zijn tweede filmrol aangeboden (in 1934 had hij een klein rolletje in de film Evensong). De Britse regisseur David Lean had Guinness in 1939 zien spelen op het toneel. Die rol was Herbert Pocket in de toneelbewerking van Great Expectations van Charles Dickens. In 1946 speelde Guinness Herbert Pocket weer, op het witte doek. Twee jaar later brak hij door als Fagin in Leans versie van Oliver Twist van Dickens.
Internationale roem volgde in 1949 met de film Kind Hearts and Coronets, waarin hij acht verschillende rollen speelde, en andere Ealing-komedies, zoals The Lavender Hill Mob (1951), The Man in the White Suit (ook '51) en The Ladykillers (1955). Voor zijn rol in The Lavender Hill Mob kreeg hij een Oscarnominatie voor beste acteur.

### Bekering tot het katholicisme
In 1954 speelde hij in de film The Detective Father Brown. Tijdens de opnames van deze film over de door Chesterton bedachte priester-detective, liep Guinness in priesterkleed rond in Bourgondië.  Een kind zag hem voor een echte priester aan, pakte Guinness' hand en liep met hem de straat door. Het diepe vertrouwen van het kind in de priesterfiguur maakte diepe indruk op de acteur. Korte tijd later kreeg zijn zoontje polio en werd doodziek. Guinness ging daarop bidden in een naburige kerk. Na de genezing van zijn zoon bekeerde hij zich in 1956 tot het katholicisme. Zijn vrouw bekeerde zich een jaar later. Guinness zou gedurende zijn hele leven een overtuigd katholiek blijven. Op 5 oktober 1958 werd hij in privé-audiëntie ontvangen door paus Pius XII, op diens zomerverblijf te Castel Gandolfo. Het zou de laatste audiëntie zijn van deze paus, die vier dagen later overleed.
In 1957 keerde hij weer terug bij David Lean. Voor zijn rol als kolonel Nicholson in The Bridge on the River Kwai werd hij beloond met zowel een Golden Globe als een Oscar voor beste acteur. Het jaar daarop werd hij weer genomineerd voor een Oscar, ditmaal voor Beste Script voor de film The Horse's Mouth.
In de jaren zestig speelde hij in een groot aantal films, maar de meest opvallende waren bijrollen in enkele grote epics van Lean, als Prins Feisal in Lawrence of Arabia en de broer van Dr. Zhivago uit de gelijknamige film uit 1965. In 1973 kroop Guinness in de huid van dictator Adolf Hitler voor de biografische oorlogsfilm Hitler: The Last Ten Days. Guinness besloot om Hitler ietwat sympathieker voor te stellen dan hij in werkelijkheid was, iets wat ongekend was voor die tijd en sindsdien ook niet meer werd herhaald.
In 1977 tot 1983 bereikte Guinness weer een heel nieuw publiek, door zijn rol als de Jedi-Meester Obi-Wan Kenobi in de Star Wars-saga van regisseur George Lucas. Guinness speelt in Star Wars: Episode IV: A New Hope (1977), Star Wars: Episode V: The Empire Strikes Back (1980) en Star Wars: Episode VI: Return of the Jedi (1983). Ook voor zijn rol in deze populaire sciencefiction/fantasy films kreeg hij een Oscarnominatie.
In de jaren tachtig was hij voornamelijk te zien op televisie. Het meest opvallend was de rol van geheim agent George Smiley in twee televisie-adaptaties van twee romans van John Le Carré, Tinker, Tailor, Soldier, Spy en Smiley's People. In 1988 kreeg hij een Oscarnominatie voor de film Little Dorrit, een van zijn laatste films.
In 1980 kreeg Guinness een ere-Oscar voor zijn gehele oeuvre. In 1955 werd hij benoemd tot Commandeur in de Orde van het Britse Rijk voor zijn bijdrage aan de kunsten. In 1959 werd hij tot Ridder geslagen en in 1994 werd hij opgenomen in de Orde van de Eregezellen.
Guinness stierf op 86-jarige leeftijd aan leverkanker.

## Selectieve filmografie
- Great Expectations (1946)
- Oliver Twist (1948)
- Kind Hearts and Coronets (1949)
- The Mudlark (1950)
- The Lavender Hill Mob (1951)
- The Man in the White Suit (1951)
- The Promoter (1952)
- The Captain's Paradise (1953)
- The Detective (1954)
- The Ladykillers (1955)
- The Prisoner (1955)
- The Bridge on the River Kwai (1957)
- The Horse's Mouth (1958)
- Our Man in Havana (1960)
- Tunes of Glory (1960)
- Lawrence of Arabia (1962)
- The Fall of the Roman Empire (1964)
- Doctor Zhivago (1965)
- Scrooge (1970)
- Hitler: The Last Ten Days (1973)
- Murder by Death (1976)
- Star Wars: Episode IV: A New Hope (1977)
- Raise the Titanic (1980)
- Little Lord Fauntleroy (1980)
- Star Wars: Episode V: The Empire Strikes Back (1980)
- Star Wars: Episode VI: Return of the Jedi (1983)
- A Passage to India (1984)
- A Handful of Dust (1988)
- Little Dorrit (1988)
- Mute Witness (1994)